# Guiné Equatorial nos Jogos Olímpicos de Verão de 2000
A Guiné Equatorial participou dos Jogos Olímpicos de Verão de 2000 em Sydney, Austrália.